# Andrés D’Alessandro
Andrés Nicolás d’Alessandro (* 15. April 1981 in La Paternal, Buenos Aires) ist ein ehemaliger argentinischer Fußballspieler. Neben der argentinischen besitzt er seit 2020 auch die brasilianische Staatsbürgerschaft.

## Karriere

### Verein
Andrés D’Alessandro stammt aus der Jugendabteilung von River Plate, wo er unter anderem zusammen mit Javier Saviola spielte. Nach dem Aufstieg zu den Profis blieb er dem Verein noch fünf Jahre treu, ehe er 2003 für die Rekordablösesumme von 9,5 Millionen Euro zum VfL Wolfsburg in die Fußball-Bundesliga wechselte. Dort bestritt er insgesamt 75 Spielen, in denen er 13 Tore erzielte sowie 19 Treffer vorbereitete. Im Januar 2006 wechselte D’Alessandro auf Leihbasis von Wolfsburg zum englischen Premier-League-Club FC Portsmouth, wo er bis zum Saisonende in 13 Spielen ein Tor erzielte und maßgeblich am Klassenerhalt des Teams beteiligt war. Im Sommer 2006 buhlten neben Portsmouth nun aber auch weitere Vereine um die Gunst des Spielers und so folgte ein weiteres Leihgeschäft an den spanischen Erstligisten Real Saragossa. Nach Ablauf der Leihzeit wechselte D’Alessandro endgültig zu Saragossa und unterschrieb einen Vertrag bis 2011. Im Oktober 2007 wurde er nach einer Auseinandersetzung mit Pablo Aimar vom Training ausgeschlossen.
Zur Clausura-Saison 2008 wechselte Andrés D’Alessandro zurück nach Argentinien zum Club CA San Lorenzo de Almagro. Eine durch San Lorenzo verbundene Geschäftsgruppe soll für 3,5 Millionen Euro 50 Prozent der Rechte an D’Alessandro von Saragossa erworben haben und nun den Spieler für ein Jahr an den argentinischen Klub ausgeliehen haben. Im Juli 2009 wurde er nach einer Auseinandersetzung mit einem Gegenspieler im argentinischen Cup-Finale für 60 Tage gesperrt.
2010 wurde er Südamerikas Fußballer des Jahres und gewann mit Internacional Porto Alegre die Copa Libertadores. Bei der Klub-Weltmeisterschaft 2010 belegte er mit seiner Mannschaft den dritten Platz und wurde außerdem mit dem Bronzenen Ball als drittbester Spieler des Turniers ausgezeichnet.
Im Februar 2016 wurde D’Alessandro an seinen ehemaligen Verein River Plate ausgeliehen. Von Januar 2021 bis Januar 2022 lief der Mittelfeldspieler für Nacional Montevideo in Uruguay auf. Im April 2022 beendete D’Alessandro seine Karriere bei Internacional Porto Alegre als Vereinslegende. 2008 gewann D’Alessandro mit dem Klub aus Porto Alegre die Copa Sudamericana und 2010 die Copa Libertadores. Im selben Jahr wurde er als Südamerikas Fußballer des Jahres ausgezeichnet.

### Nationalmannschaft
Mit der argentinischen Fußballnationalmannschaft gewann der offensive Mittelfeldspieler bei den Olympischen Sommerspielen 2004 in Athen die Goldmedaille. Er absolvierte er 25 Länderspiele für sein Heimatland, war jedoch nicht im Aufgebot der Albiceleste für die Fußball-WM 2006.

## Erfolge
Nationalmannschaft
- Olympische Sommerspiele: 2004

River Plate
- Primera División (Argentinien): 2000 Clausura, 2002 Clausura, 2003 Clausura
- Recopa Sudamericana: 2011
- Copa Argentina: 2015/16

Internacional
- Copa Sudamericana: 2008
- Staatsmeisterschaft von Rio Grande do Sul: 2009, 2011, 2012, 2013, 2014, 2015
- Copa Libertadores: 2010
- Recopa Sudamericana: 2016

Persönliche Auszeichnungen
- Südamerikas Fußballer des Jahres: 2010
- Bronzener Ball der FIFA-Klub-Weltmeisterschaft: 2010